# 운중중학교
운중중학교(雲中中學校)는 경기도 성남시 분당구 운중동에 있는 공립 중학교이다.

## 학교 연혁
- 2009년 1월 2일 : 운중중학교 24학급 설치 (조례 제3855호)
- 2009년 3월 1일 : 초대 홍대희 교장 취임
- 2009년 3월 2일 : 개교 및 입학식
- 2023년 1월 5일 : 제14회 졸업(204명, 총 누계 2,502명)
- 2023년 9월 1일 : 제7대 남현하 교장 부임

## 참고 자료
- 운중중학교 - 한국교육학술정보원 학교알리미